# Ready to Die
《Ready to Die》는 1994년 9월 13일에 배드 보이 레코드와 아리스타 레코드가 발매한 미국의 래퍼 노토리어스 B.I.G.의 데뷔 스튜디오 음반이다. 이 음반에는 배드 보이 설립자인 숀 콤스, 이지 모 비, 처키 톰슨, DJ 프리미어, 그리고 로드 피네스 등의 프로듀서가 수록되어 있다. 1993년부터 1994년까지 뉴욕의 히트 팩토리와 D&D 스튜디오에서 녹음되었다. 부분적인 자서전적인 이 음반은 이 래퍼가 어린 범죄자였을 때의 경험을 담고 있으며, 1997년 두 번째 음반 《Life After Death》를 발매하기 16일 전에 살해당했기 때문에 생전에 발매된 유일한 스튜디오 음반이었다.
《Ready to Die》는 빌보드 200에서 15위로 정점을 찍었고 비평가들의 호평을 받았고 곧 상업적인 성공을 거두었다. 이 음반에서는 〈Juicy〉, 〈Big Poppa〉, 〈One More Chance〉와 노토리어스의 홍보 트랙인 〈Warning〉 세 곡이 발매되었다. 리드 싱글인 〈Juicy〉는 빌보드 핫 100에서 27위로 정점을 찍었고, 핫 R&B/힙합 싱글 & 트랙에서 14위로 정점을 찍었으며, 핫 랩 싱글에서는 3위에 올랐다. 〈Big Poppa〉는 빌보드 핫 100에서 6위로 정점을 찍고 1996년 그래미 어워드에서 그래미 어워드 최우수 랩 솔로 퍼포먼스 후보에 오르는 등 여러 차트에서 히트를 쳤다. 이 음반에 실린 노토리어스 B.I.G.의 가사는 일반적으로 비평가들로부터 찬사를 받았고, 많은 사람들은 그의 이야기 전개 능력을 칭찬했다.
《Ready to Die》는 미국 음반 산업 협회로부터 6배 플래티넘 인증을 받았다. 이 음반은 웨스트코스트 힙합이 상업적인 우위를 점하고 있는 가운데, 이스트코스트 힙합계를 활성화시키는 데 중요한 역할을 했다. 《Ready to Die》는 많은 비평가들에 의해 최고의 힙합 음반 중 하나이자, 역대 최고의 음반 중 하나로 간주되어 왔다. 《롤링 스톤》이 선정한 역사상 가장 위대한 음반 500장 순위에서 134위에 올랐다. 《타임》은 이 음반을 그들의 가장 위대한 음반 100장 목록에 포함시켰다.

## 상업 실적
《Ready to Die》는 발매 첫 주에 57,000장을 판매했다. 그러나 이후 1994년 11월 16일 발매 2개월 만에 미국 음반 산업 협회로부터 골드 인증을 받았고, 발매 1년 1개월 만에 1995년 10월 16일 더블 플래티넘 인증을 받았다. 《Ready to Die》는 1998년 8월 26일 트리플 플래티넘 인증을 받았으며, 이후 미국 음반 사업 협회로부터 1999년 10월 19일 4배 플래티넘 인증을 받았다.

## 곡 목록
| #            | 제목                                | 작사·작곡                                                                                   | 프로듀서                             | 재생 시간 |
| ------------ | ----------------------------------- | ------------------------------------------------------------------------------------------- | ------------------------------------ | --------- |
| 1.           | 〈Intro〉                           | Christopher Wallace Sean Combs                                                              | Sean "Puffy" Combs                   | 3:24      |
| 2.           | 〈Things Done Changed〉             | Wallace Dominic Owen Kevin Scott                                                            | Darnell Scott                        | 3:58      |
| 3.           | 〈Gimme the Loot〉                  | Wallace Osten Harvey                                                                        | Easy Mo Bee                          | 5:04      |
| 4.           | 〈Machine Gun Funk〉                | Wallace Harvey                                                                              | Easy Mo Bee                          | 4:17      |
| 5.           | 〈Warning〉                         | Wallace Harvey                                                                              | Easy Mo Bee                          | 3:40      |
| 6.           | 〈Ready to Die〉                    | Wallace Harvey                                                                              | Easy Mo Bee                          | 4:24      |
| 7.           | 〈One More Chance〉                 | Wallace Norm Glover Reginald Ellis Chucky Thompson Combs                                    | Bluez Brothers Chucky Thompson Combs | 4:43      |
| 8.           | 〈Fuck Me (Interlude)〉             | Wallace Combs                                                                               | Combs                                | 1:31      |
| 9.           | 〈The What〉 (featuring Method Man) | Wallace Clifford Smith Harvey                                                               | Easy Mo Bee                          | 3:57      |
| 10.          | 〈Juicy〉                           | Wallace Peter Philips Combs Jean Oliver James Mtume                                         | Poke Combs [a]                       | 5:02      |
| 11.          | 〈Everyday Struggle〉               | Wallace Glover Ellis                                                                        | Bluez Brothers                       | 5:19      |
| 12.          | 〈Me & My Bitch〉                   | Wallace Glover Ellis Thompson Combs                                                         | Bluez Brothers Chucky Thompson Combs | 4:00      |
| 13.          | 〈Big Poppa〉                       | Wallace Rudolph Isley O'Kelly Isley Jr. Ronald Isley Ernest Isley Marvin Isley Chris Jasper | Chucky Thompson Combs [a]            | 4:13      |
| 14.          | 〈Respect〉                         | Wallace Diana King Harry Casey                                                              | Poke Combs                           | 5:21      |
| 15.          | 〈Friend of Mine〉                  | Wallace Harvey                                                                              | Easy Mo Bee                          | 3:28      |
| 16.          | 〈Unbelievable〉                    | Wallace Christopher Martin                                                                  | DJ Premier                           | 3:43      |
| 17.          | 〈Suicidal Thoughts〉               | Wallace Robert Hall                                                                         | Lord Finesse                         | 2:50      |
| 총 재생 시간 | 총 재생 시간                        | 총 재생 시간                                                                                | 총 재생 시간                         | 69:05     |

| #            | 제목                      | 작사·작곡                    | 프로듀서                 | 재생 시간 |
| ------------ | ------------------------- | ---------------------------- | ------------------------ | --------- |
| 18.          | 〈Who Shot Ya?〉          | Wallace Nashiem Myrick Combs | Nashiem Myrick Combs [a] | 5:19      |
| 19.          | 〈Just Playing (Dreams)〉 | Wallace Rashad Smith         | Rashad Smith             | 2:43      |
| 총 재생 시간 | 총 재생 시간              | 총 재생 시간                 | 총 재생 시간             | 77:03     |

## 인증
| 국가                               | 인증        | 판매량/출하량 |
| ---------------------------------- | ----------- | ------------- |
| 영국 (BPI)                         | 플래티넘    | 300,000       |
| 미국 (RIAA)                        | 6× 플래티넘 | 3,870,000     |
| 판매량+스트리밍을 기반으로 한 인증 |             |               |

## 같이 보기
- 배드 보이 레코드
- 이스트코스트 힙합